# Davallia flexuosa
Davallia flexuosa là một loài dương xỉ trong họ Davalliaceae. Loài này được Spreng. ex Kunze mô tả khoa học đầu tiên năm 1850.
Danh pháp khoa học của loài này chưa được làm sáng tỏ. 